# Зеленуха (река, впадает в Мядель)
Зелену́ха (бел. Зеляну́ха) — река в Мядельском районе Минской области Белоруссии. Относится к бассейну Западной Двины.
Начинается в 1,5 км к северу от деревни Студеница. Течёт по территории Нарочанского национального парка. Впадает в озеро Мядель с восточной стороны, в 1 км к югу от деревни Тимошковщина. Высота устья над уровнем моря составляет 159,7 м.
Длина реки составляет 16 км. Русло частично канализовано и связано с мелиорационной системой.
Иногда в Зеленуху переливается часть воды из реки Кубля.